# Dunwoody (Georgia)
Dunwoody ist eine Stadt im DeKalb County im US-Bundesstaat Georgia. Das U.S. Census Bureau hat bei der Volkszählung 2020 eine Einwohnerzahl von 51.683 ermittelt. Die Stadt stellt eine principal city der Metropolregion Atlanta dar. Die Geschichte der Siedlung reicht bis in die 1830er Jahre zurück. Seit 2008 besitzt sie das Stadtrecht.

## Geschichte
Das Gebiet Dunwoody wurde in den frühen 1830er Jahren gegründet und ist nach Major Charles Dunwody (1828–1905) benannt, wobei ein zusätzliches "o" durch eine falsche Schreibweise des Namens hinzugefügt wurde. Charles Dunwody kehrte ursprünglich nach Roswell zurück, nachdem er im Amerikanischen Bürgerkrieg gekämpft hatte, in dem er für die Konföderierten kämpfte. Durch eine 1881 erbaute Bahnlinie entwickelte sich Dunwoody zu einer kleinen Kreuzungsgemeinde. Die Gemeinde wuchs und gedieh auch nach der Stilllegung der Eisenbahn im Jahr 1921 weiter. Dunwoody blieb ländlich, bis in den 1960er Jahren eine vorstädtische Wohnbebauung einsetzte. Durch das Bevölkerungswachstum wurde eine Gemeindegründung für die Siedlung vorgeschlagen, welche bis dahin vom DeKalb County verwaltet wurde. Kritiker behaupteten, dass die Gemeindegründung von Dunwoody, wie bei der Gründung von Sandy Springs im Jahr 2005, dem Rest des Counties einen großen Teil der Steuereinnahmen wegnehmen würde, was zu Engpässen bei den Dienstleistungen, Steuererhöhungen oder beidem für jeden anderen im County führen würde.
Der Gesetzesentwurf zur Gemeindegründung wurde 2006 von der Georgia General Assembly zur weiteren Untersuchung zurückgezogen und passierte 2007 nur das Unterhaus. Im Jahr 2008 wurde der Gesetzentwurf zur Gemeindegründung erneut eingebracht und aufgrund des erhöhten Drucks sowohl im Senat als auch im Repräsentantenhaus von Georgia verabschiedet. Der Gouverneur von Georgia, Sonny Perdue, unterzeichnete den Gesetzentwurf, der es den Einwohnern erlaubte, am 25. März über eine Stadt Dunwoody abzustimmen. Das Referendum für die Stadtrechte, das am 15. Juli stattfand, wurde von einer überwältigenden Mehrheit der Wähler angenommen. Die Dunwoody City Charter wurde später von der Georgia General Assembly ratifiziert, und am 1. Dezember 2008 wurde Dunwoody offiziell eine Stadt.

## Demografie
Nach der Volkszählung von 2010 leben in Dunwoody 46.267 Menschen in 19.944 Haushalten Die Bevölkerungsdichte liegt bei 1304 Personen/km². Auf die Fläche der Stadt verteilt befinden sich 21.671 Wohneinheiten, das entspricht einer mittleren Dichte von 1582 Einheiten pro km². Die Bevölkerung teilt sich auf in 69,8 % Weiße, 12,8 % Afroamerikaner, 0,3 % indianischer Abstammung, 11,1 % Asiaten, 0,1 % Ozeanier, 3,6 % sonstige und 2,3 % mit zwei oder mehr Ethnizitäten. Hispanics oder Latinos aller Ethnien machten 10,3 % der Bevölkerung von Dunwoody aus. In Vergleich zum Durchschnitt von Georgia weist Dunwoody ein hohes Haushaltseinkommen und höhere Wohnungspreise auf.
| Jahr | Einwohner¹ |
| ---- | ---------- |
| 1980 | 17.768     |
| 1990 | 26.302     |
| 2000 | 32.808     |
| 2010 | 46.267     |
| 2020 | 51.683     |

¹ 1980 – 2020: Volkszählungsergebnisse

## Infrastruktur
Die Metropolitan Atlanta Rapid Transit Authority (MARTA) bietet U-Bahn- und Busverbindungen nach Dunwoody und in die Umgebung an. Die MARTA-U-Bahnstationen in Dunwoody konzentrieren sich auf den westlichen Teil der Stadt. Die Station Dunwoody ist die einzige Station innerhalb der Stadtgrenze.

## Wirtschaft
Das Gebiet verfügt über eine günstige Lage in der Metropolregion von Atlanta und bildet den amerikanischen Hauptsitz der InterContinental Hotels Group. Auch die Tageszeitung Atlanta Journal-Constitution hat hier ihren Hauptsitz.

## Bildung
Mit dem Art Institute of Atlanta befindet sich eine private Kunsthochschule in der Stadt. Weitere Universitäten und Colleges verfügen über Ableger in der Stadt.

## Söhne und Töchter der Stadt
- Ryan Seacrest (* 1974), Fernsehmoderator
- Jeff Williams (* 1986), Pokerspieler

## Galerie

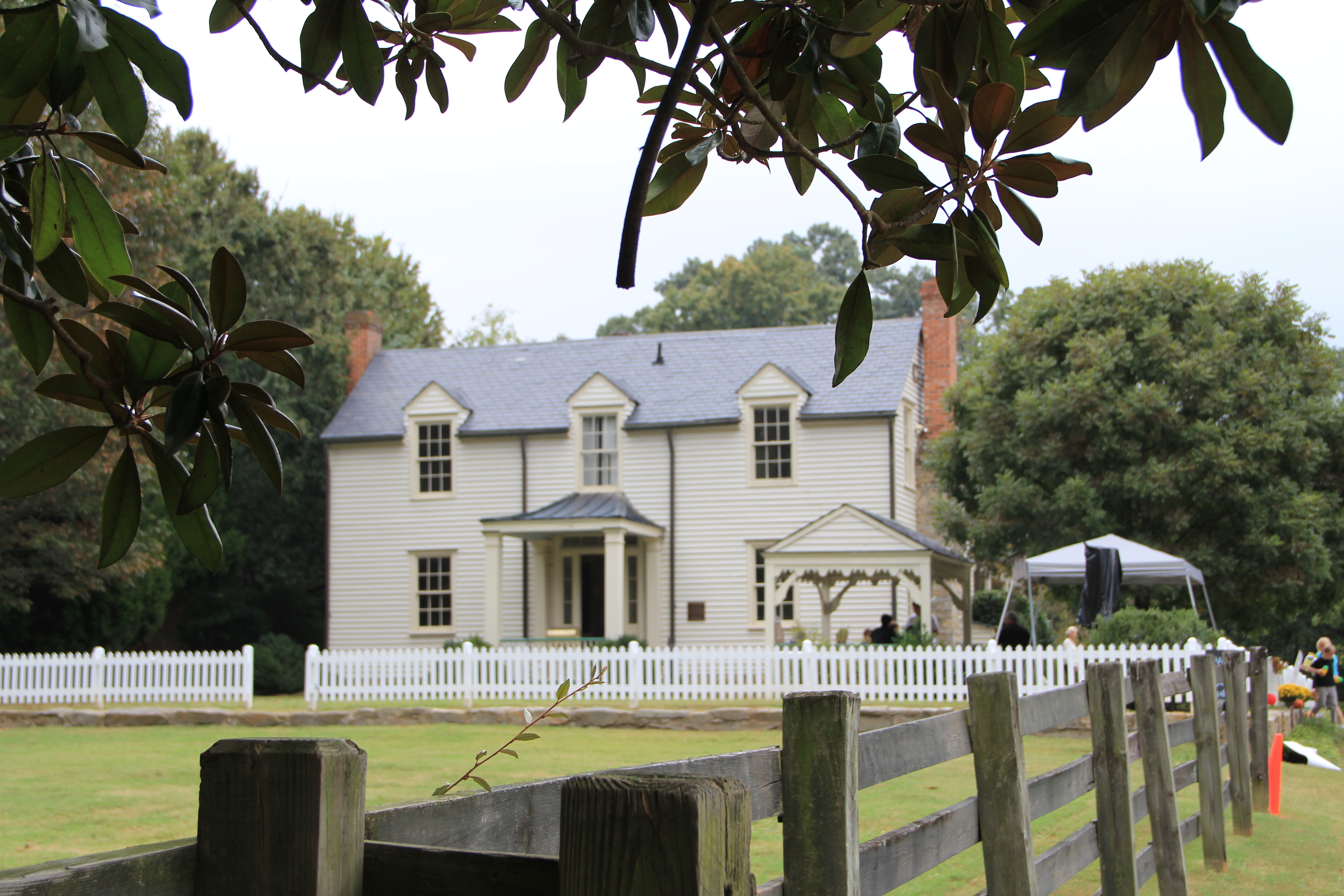
Donaldson-Bannister House
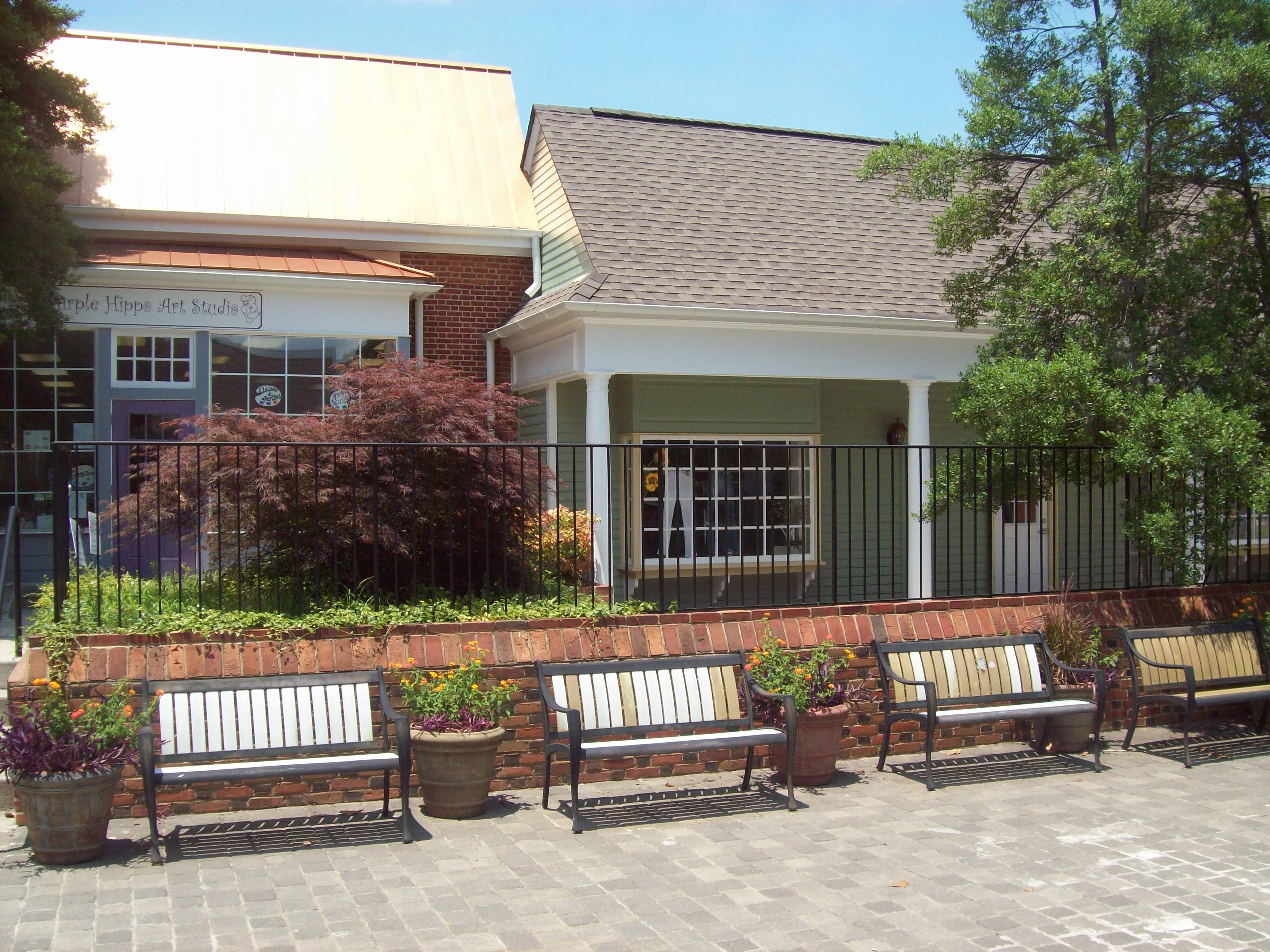
Dunwoody Village
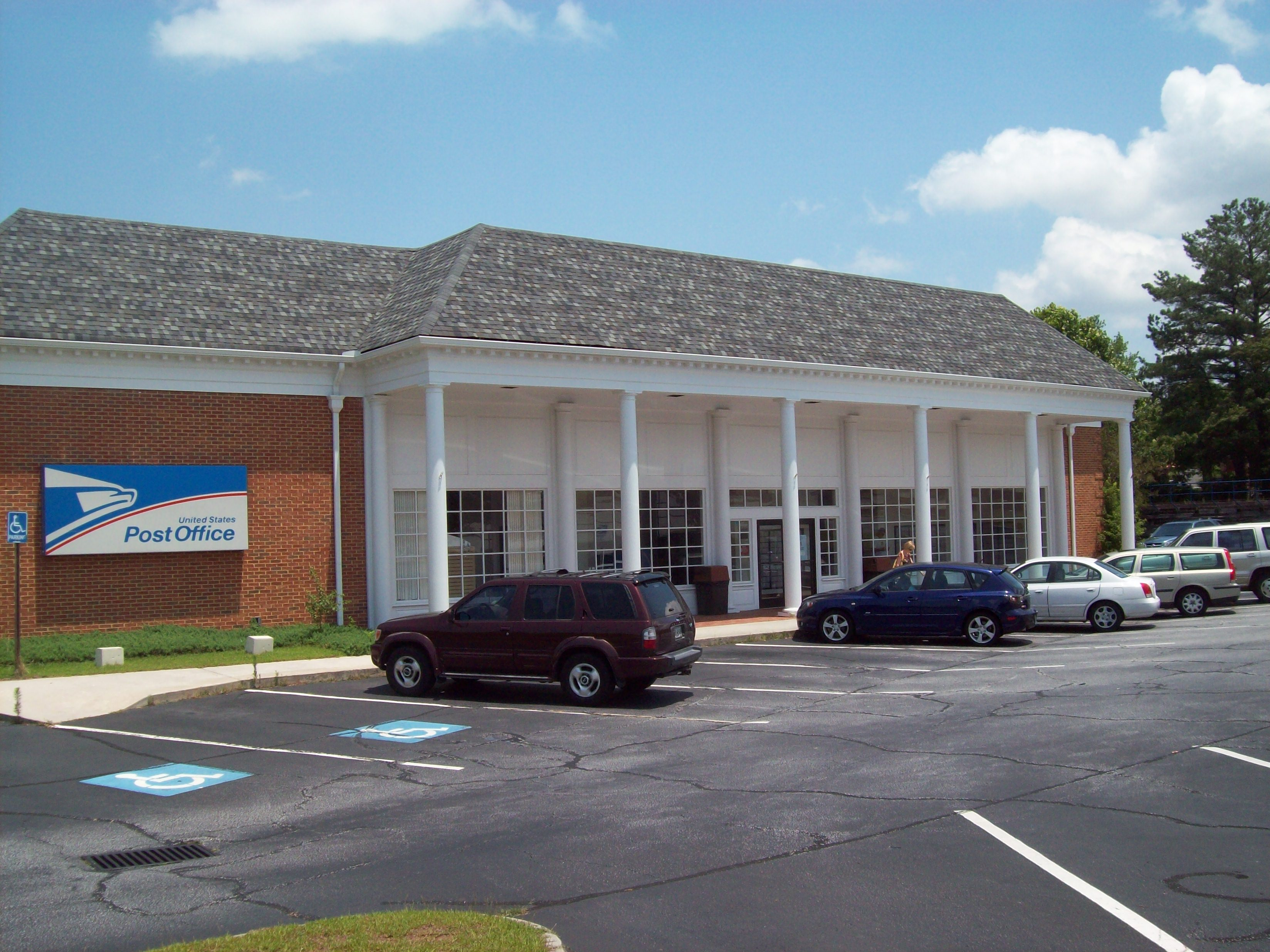
Dunwoody Post Office
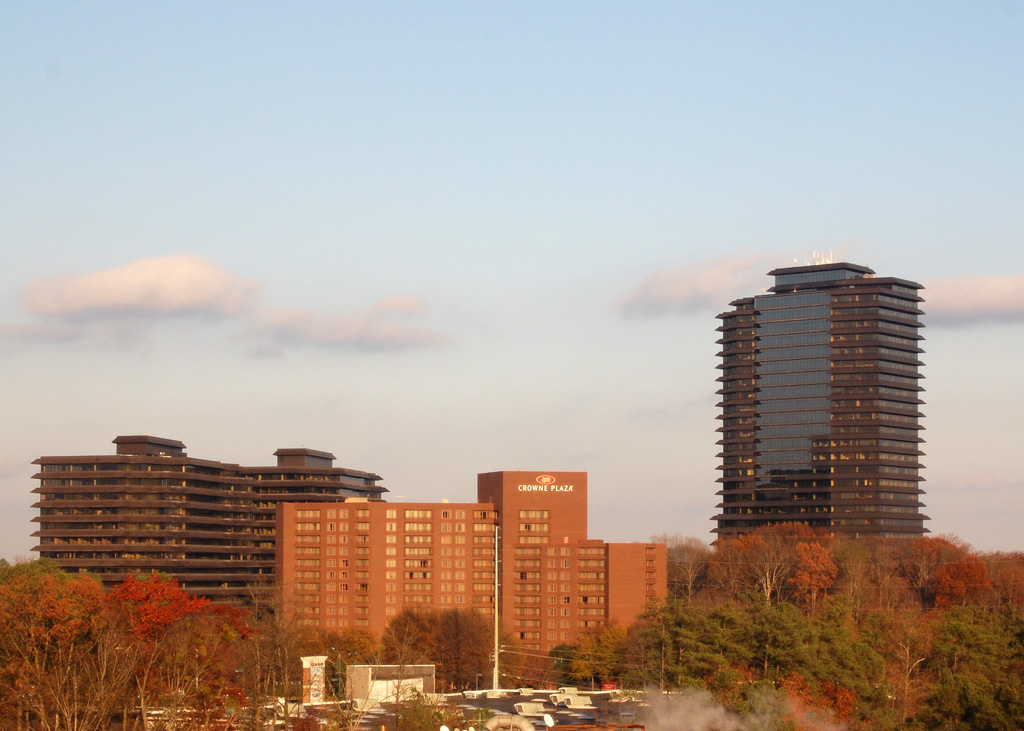
Gewerbegebiet